# Rheomys mexicanus
Rheomys mexicanus é uma espécie de roedor da família Cricetidae.
Apenas pode ser encontrada no México.